# Saint-Martin-Lestra
Saint-Martin-Lestra è un comune francese di 903 abitanti situato nel dipartimento della Loira della regione dell'Alvernia-Rodano-Alpi.

## Società

### Evoluzione demografica
Abitanti censiti